# Mylor Bridge
Mylor Bridge es una localidad situada en el condado de Cornualles, en Inglaterra (Reino Unido), con una población en 2016 de 1644 habitantes.
Se encuentra ubicada al oeste de la península del Suroeste, a la orilla del canal de la Mancha (océano Atlántico).